# Michel Brulé (résistant)
Pour les articles homonymes, voir Michel Brulé et Brûlé.
Michel Brulé est un militant communiste et résistant français, né le 26 février 1914 à Courrières. Il fut l'un des premiers et principaux animateurs de la grève patriotique des cent mille mineurs du Nord-Pas-de-Calais de mai-juin 1941 à l'issue de laquelle il est contraint d'entrer dans la clandestinité car recherché par la police française et l'armée allemande. Refusant de parler malgré plusieurs semaines de tortures, il a été fusillé par les Allemands le 14 avril 1942 au fort du Vert-Galant à Wambrechies.

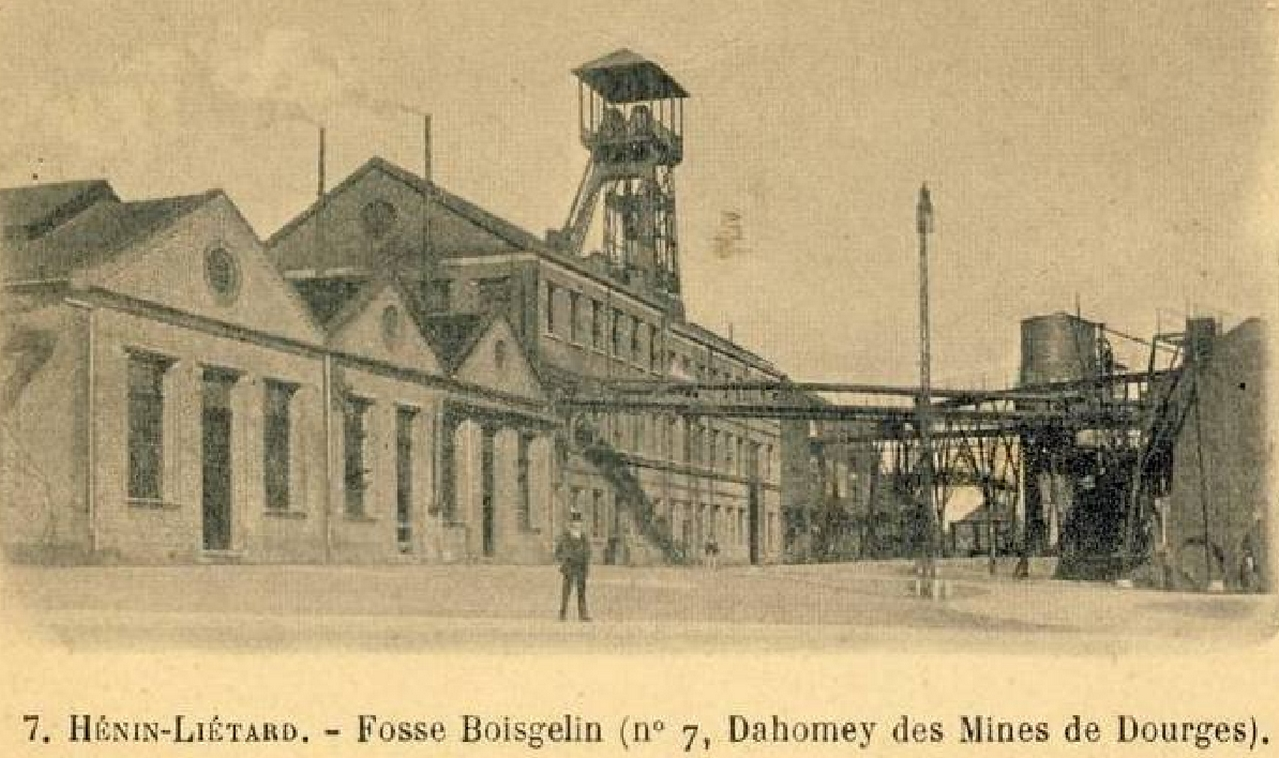
La fosse no 7 - 7 bis vers 1914.

## Biographie

### Avant-guerre
Avant guerre, après avoir pratiqué la boxe dans la catégorie poids plume, il s'occupait de la distribution des journaux du PCF en tant que dirigeant des Jeunesses communistes de Montigny-en-Gohelle.

### Avant la grève de mai-juin 1941
Mineur à la fosse no 7 - 7 bis de la Compagnie des mines de Dourges, il a lancé au puits de l’Escarpelle une grève dès janvier 1941 contre la demi-heure supplémentaire, les conditions de travail et le ravitaillement, puis une autre le 21 février 1941 lorsque la compagnie veut l’empêcher de descendre. Il est arrêté par les Allemands le jour même, après avoir pris une nouvelle fois la parole pour dénoncer les conditions de travail. Il est libéré le 25 février alors que la grève pour exiger sa libération commence à s'étendre.
Il est à l'origine avec Julien Hapiot et Auguste Lecoeur de la grève des mineurs qui dure du 27 mai au 10 juin 1941 et qui s'étend dans tout le Bassin minier du Nord-Pas-de-Calais. 100 000 mineurs arrêtent le travail. La répression est sanglante mais l'occupant cède néanmoins sur les revendications principales.
À la suite d'un incident banal entre des mineurs et un chef porion, le débrayage de la fosse numéro 7 de Dourges, déclenchée le 27 mai, s'étend en quelques jours à tout le bassin minier.
La collecte, depuis 1940, des armes confiées aux groupes de protection armés du PCF, a permis aux meneurs de la grève de la diffuser et l'étendre très rapidement à tout le Pas-de-Calais, via l'envoi de 35 agents de liaison le 28 mai, lorsque pour la première fois ces groupes de protection sont autorisés à agir lors d'une réunion à laquelle participent à Lens Julien Hapiot, Nestor Calonne, Auguste Lecœur et Maurice Deloison . Lecœur et la direction des CUSA ont ainsi lancé le mot d'ordre de grève.

### Après la grève de mai-juin 1941
Recherché par la police à cause de son activité durant les grèves, Michel Brûlé entra dans la clandestinité en août 1941, et anima les Bataillons de la jeunesse, prenant la tête d’un groupe composé d’Alexandre Cathelain, Serge Havet, Laurent Leterme, Augustin Lombaerts, et Georges Pollet, placé sous les ordres de Charles Debarge.
C'est lui qui lança l'attaque de la poudrière de Beaumont-en-Artois, le 23 septembre 1941. Deux jours après, avec ses hommes, il fit sauter la voie ferrée à Quiéry-la-Motte puis tenta de saboter la centrale électrique d’Harnes, et organisa, pour procurer aux Résistants des cartes d’alimentation, duplicateur, machines à écrire et de quoi fabriquer des faux papiers, le cambriolage des mairies de Courcelles-les-Lens, de Montigny-en-Gohelle et de Loos-en-Gohelle.
Après une lettre de dénonciation, la police l'arrête dans la nuit du 20 au 21 octobre 1941. Il fit partie du groupe qui tenta en vain de s’échapper de la prison de Loos avec la complicité extérieure de Charles Debarge, le 18 janvier 1942.
Il est arrêté en novembre 1941, torturé plusieurs semaines par les Allemands, refusant de parler, puis fusillé le 14 avril 1942 au fort du Vert-Galant à Wambrechies en chantant L'Internationale avec trente autres victimes. On retrouva dans ses effets personnels un billet laconique « courage et espoir ».

## Décorations
- Chevalier de la Légion d'honneur par décret du 7 novembre 1958[5]
- Médaille de la Résistance française par décret du 07 novembre 1958[6]